# Wielanowo

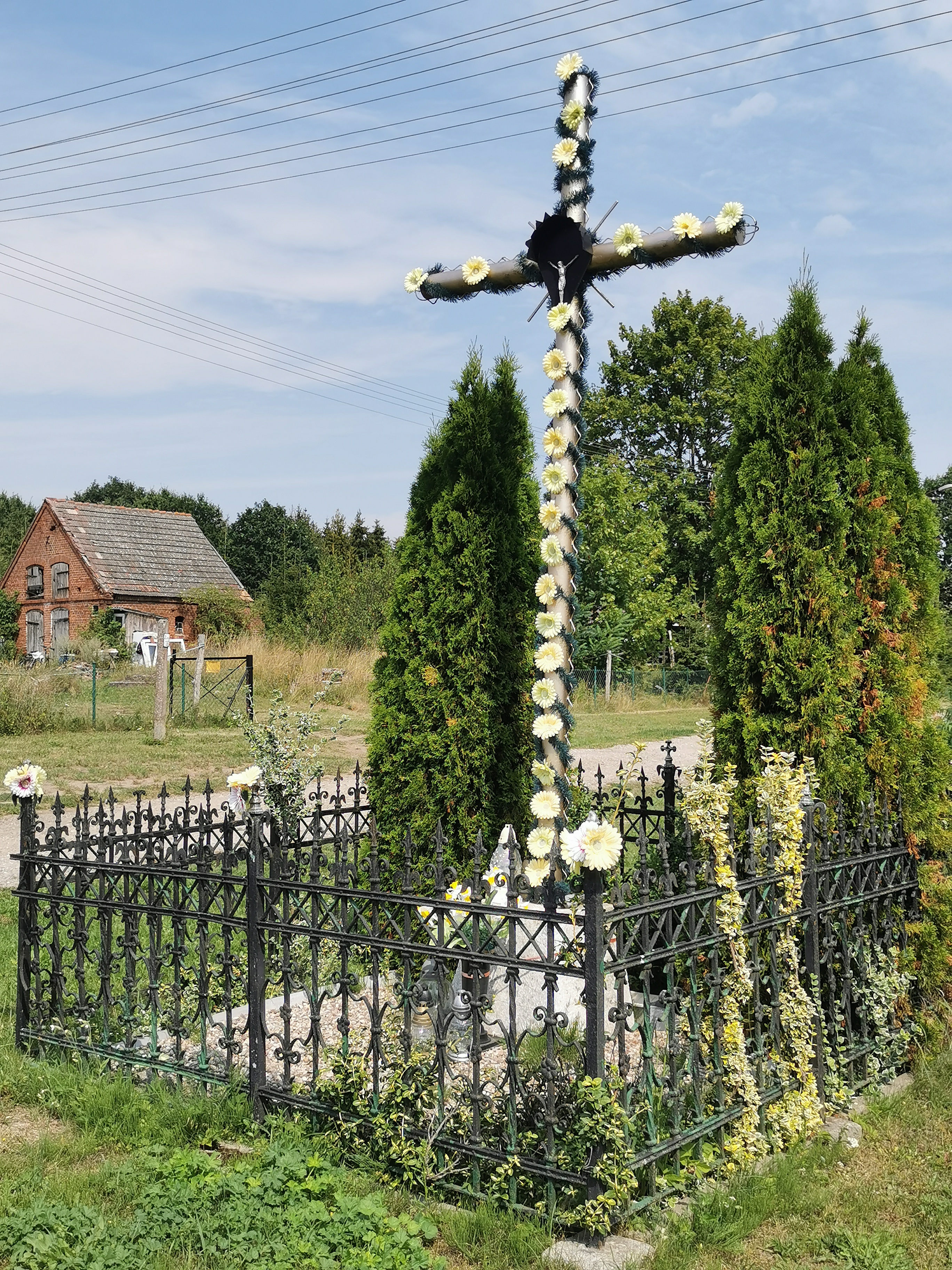
Przydrożny krzyż w Wielanowie

Wielanowo (dawniej:niem. Villnow) – wieś w Polsce położona w województwie zachodniopomorskim, w powiecie szczecineckim, w gminie Grzmiąca.
1 km na północny wschód od wsi znajduje się stacja kolejowa Wielanowo.